# Contea di Dai
La contea di Dai (代县S, Dài XiànP) è una contea della Cina, situata nella provincia dello Shanxi e amministrata dalla prefettura di Xinzhou.

## Monumenti e luoghi d'interesse
- Pagoda Ayuwang